# Sukhoi Su-25
Il Sukhoi Su-25 Grach (in cirillico: Сухой Су-25 Грач, nome in codice NATO: Frogfoot) è un aereo da attacco al suolo e supporto aereo ravvicinato di fabbricazione sovietica, sviluppato dall'OKB-51 Sukhoi alla fine degli   anni settanta ed entrato in servizio nelle forze armate sovietiche nel 1981.
Progettato per fornire supporto aereo alle forze terrestri, è impiegato per missioni di bombardamento tattico in territorio ostile contro installazioni militari, basi avanzate ed unità terrestri anche in presenza di dispositivi di difesa aerea portatile ed in ambienti saturi di contromisure elettroniche. Noto fra le truppe russofone con il nome di Grach è anche noto come Flying Tank, al pari del caccia-carri sovietico Il-2 Sturmovik, a causa dello spessore della vasca di titanio che avvolge l'abitacolo a protezione dell'equipaggio.
In servizio presso varie forze aeree dell'ex-Patto di Varsavia e del continente africano, è dotato di sistemi ridondanti per massimizzarne le possibilità di sopravvivenza in caso di avarie e colpi avversari ed è stato prodotto in numerose versioni la più recente delle quali è denominata Su-25SM3, in consegna presso le Forze aerospaziali russe dal 2017.

## Storia del progetto
Introdotto nei primi anni ottanta nello stesso ruolo dell'equivalente statunitense A-10 Thunderbolt II, risulta essere operativo, nelle versioni più recenti, nella Voenno-vozdušnye sily Rossijskoj Federacii, l'attuale Forza aerea della Russia, e in diverse aeronautiche militari degli Stati del CSI, principalmente ottenuti dopo la dissoluzione dell'URSS, in Africa e Sud America.
Tra le prime varianti che ne sono state realizzate, vi sono il Su-25UB, biposto da addestramento, il Su-25BM, aereo da traino bersagli, e il Su-25K, realizzato per il mercato estero. Una parte degli esemplari ancora in servizio risultano in fase di aggiornamento allo standard Su-25SM, versione introdotta nel 2012. Le ulteriori varianti Su-25T e Su-25TM (noto anche come Su-39) benché avviati ad un programma di sviluppo non sono mai stati avviati alla produzione serie. Nel 2007, il Su-25 ed il Su-34 risultavano gli unici velivoli ad ala fissa provvisti di blindatura ancora in produzione.
Durante i suoi oltre 30 anni di servizio il Su-25 è stato utilizzato in ambito operativo durante numerosi conflitti, il primo ed in maniera intensiva durante l'intervento sovietico in Afghanistan dove operò in missioni controguerriglia delle attività dei Mujaheddin. La Al-Quwwat al-Jawwiyya al-'Iraqiyya, l'aeronautica militare iraqena, impiegò il Su-25 contro obiettivi iraniani durante la guerra Iran-Iraq nel periodo 1980-1989 finendo per la maggior parte distrutti ed in seguito quelli ancora operativi condotti in Iran nel 1991 da piloti iracheni durante la guerra del Golfo. Nel 1993 i separatisti abcasi utilizzarono i Su-25 contro le forze armate georgiane durante la guerra georgiano-abcasa. Otto anni più tardi la Voeno Vozduhoplovstvo i Protivvozdushna Odbrana, aeronautica militare della Repubblica di Macedonia, impiegò i propri Su-25 anni contro le truppe dell'Esercito di liberazione nazionale (UÇK macedone) durante il conflitto del 2001 e, nel 2008, sia Georgia che Russia utilizzarono su fronti opposti i propri Su-25 durante la seconda guerra in Ossezia del Sud. In Africa alcune nazioni, tra cui Costa d'Avorio, Ciad e Sudan hanno utilizzato il Su-25 in insurrezioni locali e guerre civili.

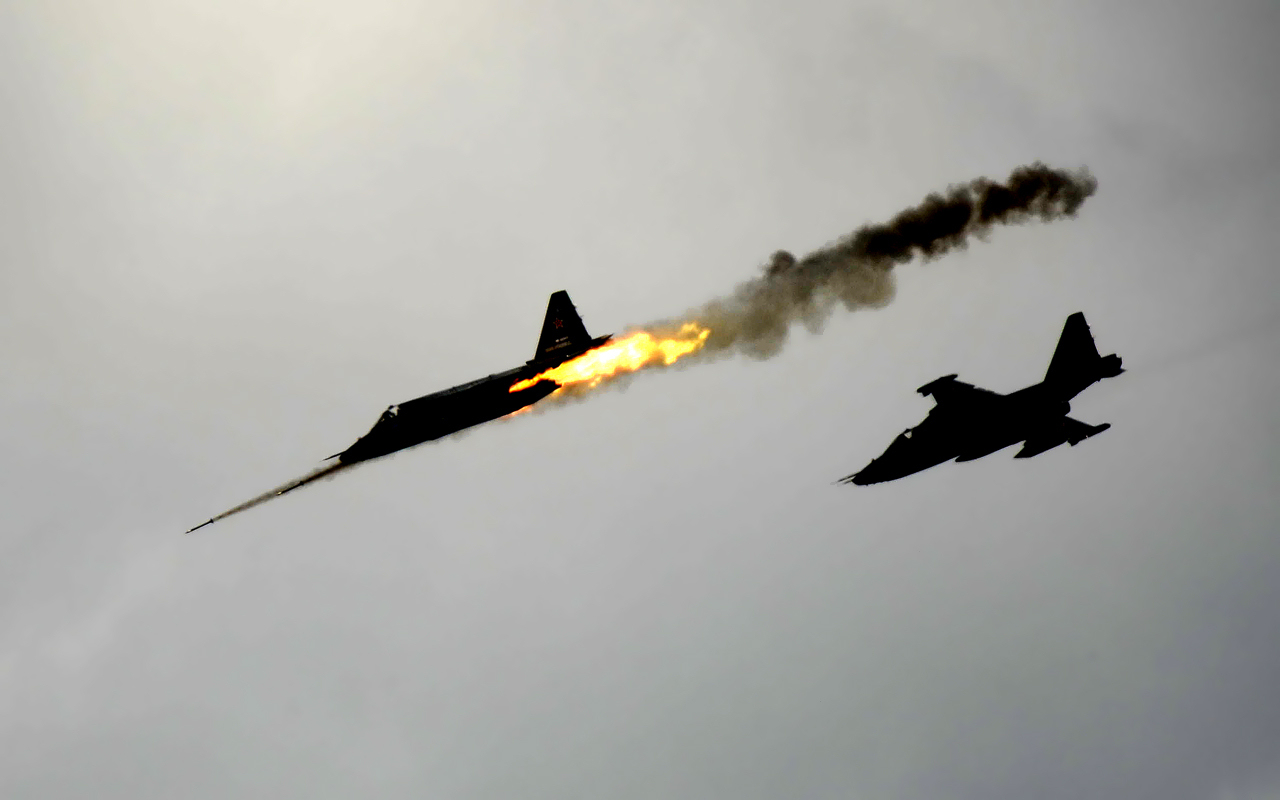
Un Su-25 in picchiata lancia dei razzi durante un'esercitazione

### Modifiche per integrazione di armamenti occidentali sui Su-25 ucraini
Successivamente all'invasione russa dell'Ucraina, a maggio 2023, fu ufficializzata l'integrazione dei razzi aria-superficie di costruzione statunitense Zuni su di un Su-25 ucraino. Il 1 maggio 2023, emersero alcune foto in cui un Su-25 ucraino era armato di razzi Zuni.

## Impiego operativo
- Guerra sovietico-afghana. Nel 1988 il velivolo pilotato dall'allora colonnello Aleksandr Ruckoj fu abbattuto da un F-16 pakistano pilotato dal Sqn. Ldr. Athar Bukhari dell'Aeronautica militare pakistana, dopo essere entrato per errore nello spazio aereo pakistano.
- Guerra Iran-Iraq
- Guerra del Golfo
- Prima guerra cecena
- Seconda guerra del Congo
- Conflitto nella Repubblica di Macedonia del 2001[12]
- Seconda guerra in Ossezia del Sud- Il Sukhoi Su-25 è stato impiegato durante il conflitto russo-georgiano nel 2008 da entrambe le parti[13].
- Guerra civile siriana - Un Sukhoi 25 pilotato dal maggiore Roman Filipov è stato abbattuto.[14]
- Guerra dell'Ucraina orientale[12].
- Invasione russa dell'Ucraina

## Varianti e versioni

### Su-25
- Su-25 ("Frogfoot-A"): versione iniziale da attacco al suolo con motori R-95
- Su-25K (Kommercheskaya, commerciale): versione da esportazione.
- Su-25UB ("Frogfoot-B)" (Uchebno Boevoi, addestratore operativo): addestratore da combattimento.
- Su-25UBK: versione da esportazione del Su-25UB.
- Su-25UBP: addestratore navale basato sul Su-25UB.
- Su-25UT ("Frogfoot-B") (Uchebno Trenirovochnyi, addestratore): addestratore avanzato, alcune volte definito Su-28.
- Su-25UTG ("Frogfoot-B") (Uchebno Trenirovochnyi Gakovyi, addestratore navalizzato): addestratore imbarcato basato sul Su-25UT.
- Su-25BM: versione da attacco al suolo migliorata con motori R-195, tuttora in produzione e la versione di maggior impiego in servizio.
- Su-25SM: versione sottoposta a vari aggiornamenti a partire dal 2000.
- Su-25SM2: versione per l'esportazione della variante SM.
- Su-25SM3: versione ulteriormente aggiornata nell'elettronica e nell'armamento in fase di consegna entro il 2017.[15]
- Su-25T (Tankovyi, anticarro) e Su-25TM (Tankovyi Modifitsirovannyi, anticarro modificata): versione proposta maggiormente corazzata, con sensori migliorati, sistema di puntamento laser VIKR, nuovi motori e nuovo armamento, indicata in seguito come Sukhoi Su-39.
- Su-25TK: versione proposta da esportazione del Su-25T.

## Utilizzatori

### Attuali
Operatori attuali
     Operatori passati
 Angola

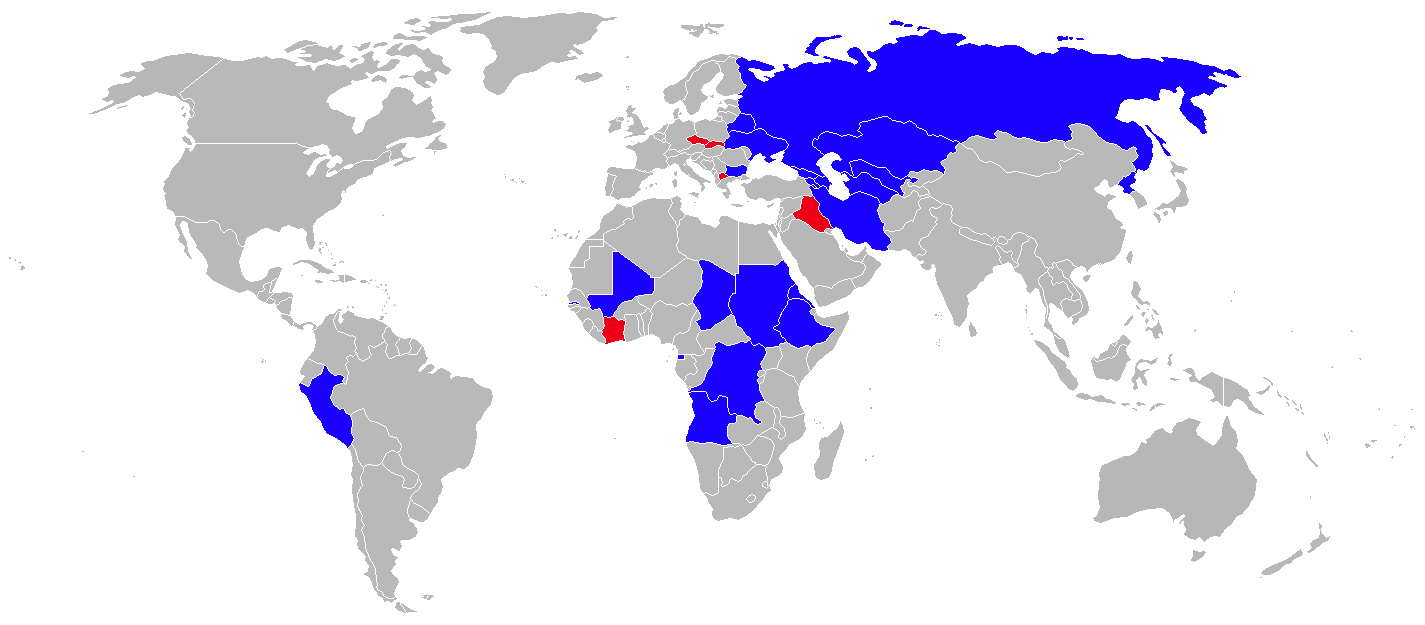
Operatori del Su-25:
Operatori attuali
Operatori passati

- Força Aérea Popular de Angola/Defesa Aérea e Antiaérea

11 tra Su-25K e Su-25UB in servizio.
 Armenia
- Hayastani R'azmao'dayin Owjher

9 Su-25K ed 1 Su-25KUB ex Slovak Air Force ricevuti nel 2005.
 Azerbaigian
- Azərbaycan hərbi hava qüvvələri

12 Su-25K e 2 Su-25UBK acquistati dalla Georgia nel 2002, e tutti in servizio al giugno 2020.
 Bielorussia
- Voenno-vozdušnye sily i vojska protivovozdušnoj oborony

87 Su-25K e 10 Su-25UB ex sovietici ricevuti a partire dal 1992. 10 Su-25K e 8 Su-25UB venduti al Perù nel 1996. 68 esemplari in servizio a novembre 2016.
 Bulgaria
- Bălgarski Voennovăzdušni sili

36 Su-25K e 4 Su-25UBK consegnati negli anni ottanta. Ad agosto 2019 6 Su-25K e 2 Su-25UBK (dei 14 in organico) sono stati inviati in Bielorussia dove sono stati sottoposti ad un programma di aggiornamento una che ha comportato il prolungamento della vita operativa, piccoli aggiornamenti sia avionici, sia dell'armamento, con l'ultimo aerei aggiornato riconsegnato a febbraio 2021. All'agosto 2021 non si è ancora deciso se aggiornare i restanti 6 aerei (4 monoposto e 2 biposto).
 Ciad
- Force Aérienne Tchadienne

6 Su-25 monoposto e 4 Su-25UB consegnati, tutti in servizio al marzo 2018.
 RD del Congo
- Force Aérienne du Congo

10 tra monoposto Su-25TK e biposto Su-25UB consegnati, 4 in servizio all'ottobre 2018.
 Corea del Nord
- Chosŏn Inmin Kun Konggun

36 Su-25 e 4 Su-25UBK consegnati tra il 1987 ed il 1988, 34 esemplari tra monoposto e biposto in servizio al novembre 2018. Due esemplari furono danneggiati in errori di atterraggio, ma, solo uno di questi fu riparato.
 Costa d'Avorio
- Force Aérienne de la Côte d'Ivoire

2 Su-25UB Sparka consegnati, non si conosce, al gennaio 2019, il numero degli esemplari in organico.
 Eritrea
- Eritrean Air Force

 Etiopia
- Ye Ithopya Ayer Hayl

 Gambia
- Aeronautica militare del Gambia

1 SU-25KM ex georgiano consegnato ed in organico al giugno 2020.
 Georgia
- Sak'art'velos samxedro-sahaero dzalebi

50 tra Su-25KM Skorpion e Su-25UB Iskra consegnati, 7 Su-25KM Skorpion e 3 Su-25UB Iskra in servizio al giugno 2020.
 Guinea Equatoriale
- Fuerza Aérea de Guinea Ecuatorial

2 Su-25K e 2 Su-25UBK consegnati tra il 2007 e il 2009.
 Iran
- Niru-ye Havayi-ye Artesh-e Jomhuri-ye Eslami-e Iran

6 esemplari, di cui 3 acquistati nel 2003 e 3 nel 2005.
 Iraq
- Al-Quwwat al-Jawwiyya al-'Iraqiyya

21 aerei consegnati, ulteriori 10 esemplari dovrebbero essere stati consegnati a tutto il 2016.
 Kazakistan
- Sil Vozdushnoy Oborony Respubliki Kazakhstan

12 Su-25SM e 2 Su-25UBM consegnati, in servizio al marzo 2022, che a partire dal 2016 sono stati sottoposti ad un aggiornamento dell'avionica, della strumentazione e dell'armamento.
 Mali
- Force aérienne de la République du Mali

2 Su-25 di seconda mano ricevuti dalla Russia il 9 agosto 2022. Dopo appena due mesi dalla consegna, uno dei due esemplari è stato perso in un incidente il 4 ottobre 2022. Secondo altre fonti, in totale sarebbero 7 gli esemplari consegnati.
 Niger
- Armée de l'air du Niger

2 Su-25 consegnati nel 2013.
 Perù
- Fuerza Aérea del Perú

10 Su-25K e 8 Su-25UBK ex bielorussi acquistati nel 1996 e consegnati nel 1997-1998. Dei 18 esemplari in organico all'ottobre 2019, 10 esemplari (6 Su-25K e 4 Su-25UBK) vengono aggiornati nei principali componenti e dei sistemi avionici, nuovi paracadute freni, pezzi di ricambio, documentazione tecnica e infine, revisione dei motori Tumansky R-95Sh.
 Russia
- Voenno-vozdušnye sily Rossijskoj Federacii

198 Su-25SM in servizio al febbraio 2018, in quanto un esemplare è stato abbattuto in Siria il 3 febbraio. Entro il 2017, almeno 40 esemplari saranno aggiornati allo standard Su-25SM3.
 Sudan
- Al-Quwwat al-Jawwiyya al-Sudaniyya

10 Su-25 in servizio al luglio 2019.
 Turkmenistan
- Wojenno-Wosduschnije Sily

 Ucraina
- Aeronautica militare ucraina

70 ereditati dopo la dissoluzione dell'Unione Sovietica. 45 esemplari tra Su-25K e Su-25UBK in carico a maggio 2016. Di questi risultano operativi 20-25 esemplari. Circa 12 di questi sono stati aggiornati allo standard Su-25M1K e Su-25UBM1K. Ulteriori 3 Su-25K monoposto e 1 Su-25UB biposto ex Macedonia del Nord, stoccati e da rimodernare, sono stati ricevuti a marzo 2023. Almeno uno di questi esemplari ex macedoni (un monoposto) risulta aggiornato e rimesso in servizio a maggio 2023.
 Uzbekistan
- Aeronautica militare e difesa aerea dell'Uzbekistan

### Passati
Cecoslovacchia
- Češkoslovenske Vojenske Letectvo

 Rep. Ceca
- Vzdušné síly armády České republiky

 Macedonia del Nord
- Voeno Vozduhoplovstvo i Protivvozdushna Odbrana

3 Su-25K monoposto e 1 Su-25UB biposto in servizio tra il 2001 e il 2003, ceduti all'Aeronautica militare ucraina a marzo 2023.
 Slovacchia
- Vzdušné sily Slovenskej republiky

9 Su-25K ed 1 Su-25KUB ceduti all'Aeronautica armena nel 2005.
 Unione Sovietica
- Sovetskie Voenno-vozdušnye

## Galleria d'immagini

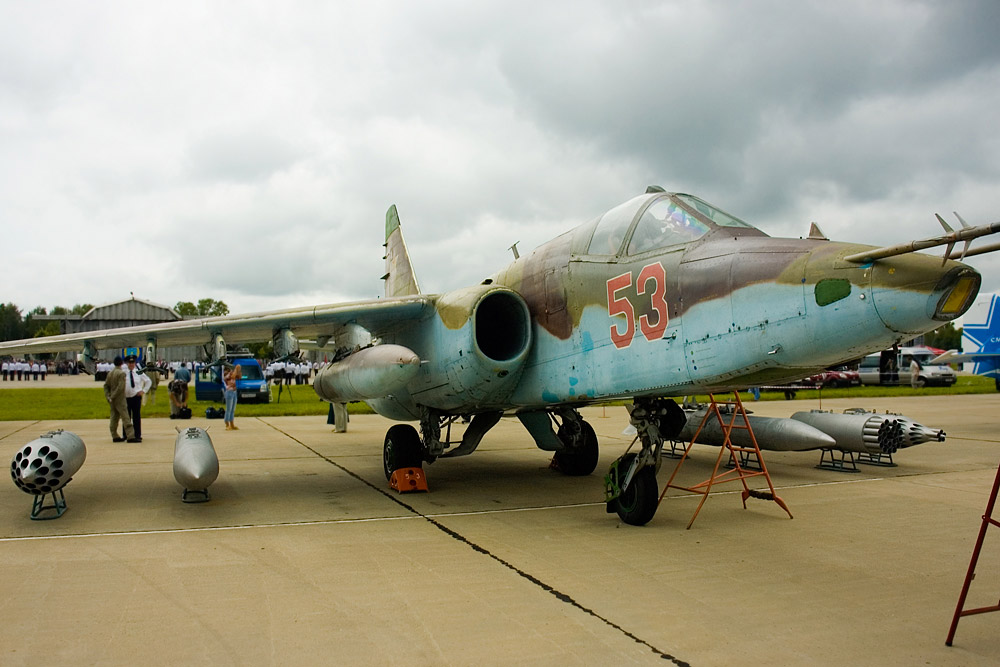
Un Su-25
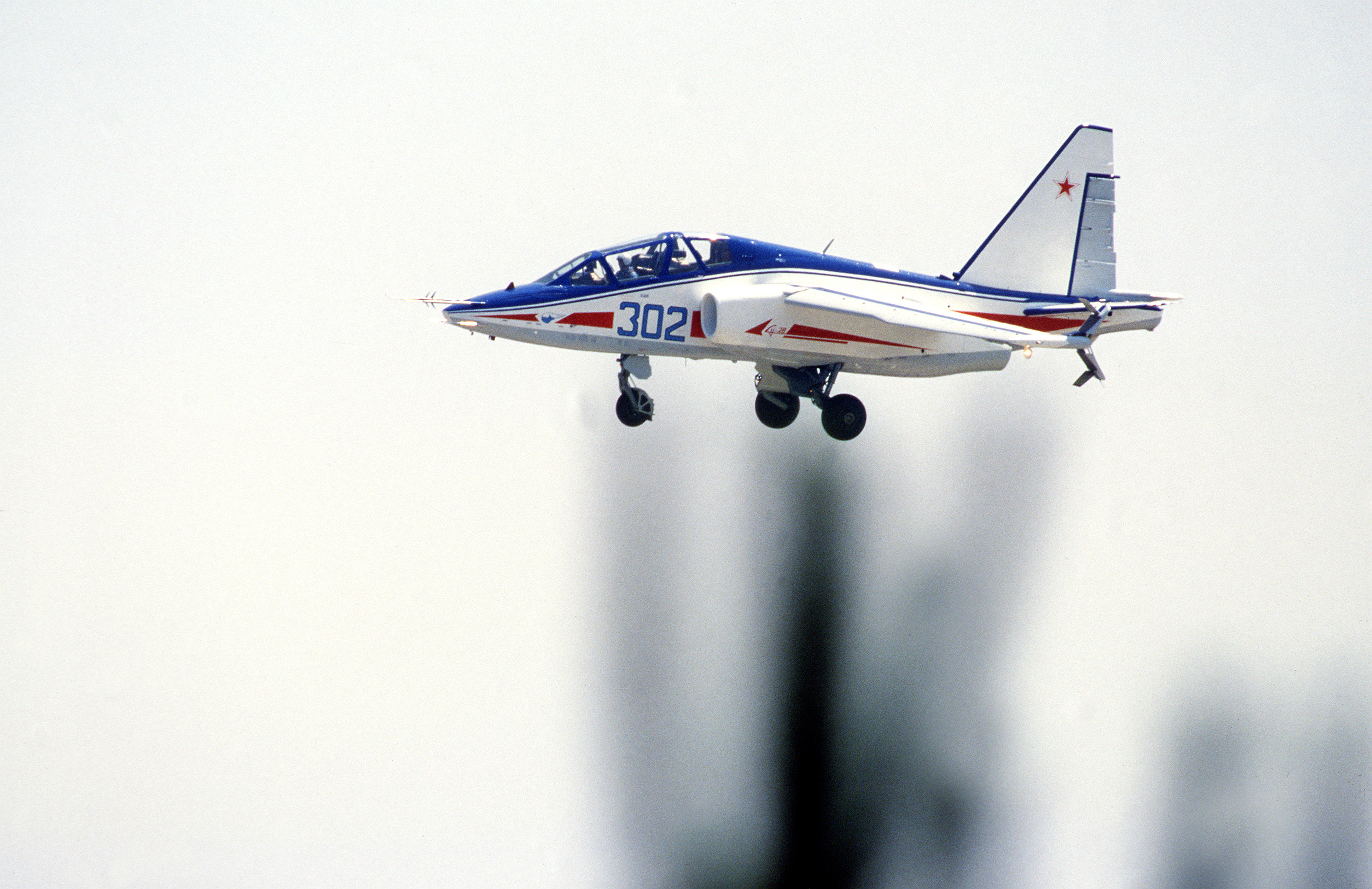
Sukhoi Su-25UT sovietico.
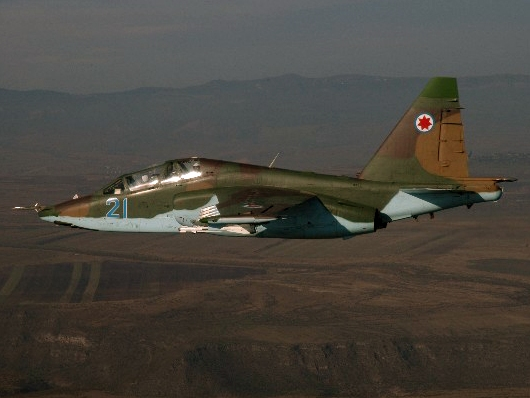
Sukhoi Su-25UB georgiano in volo.
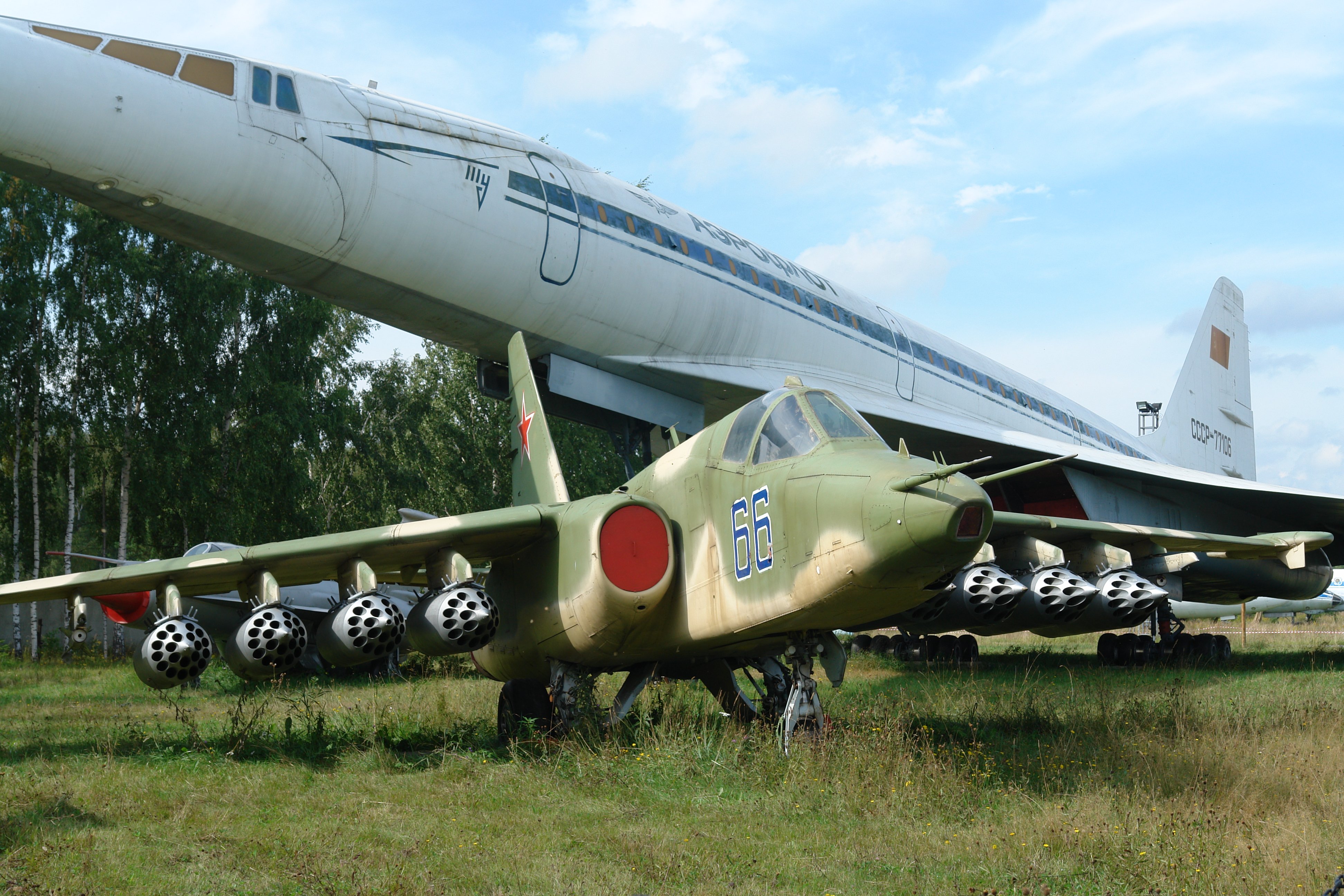
Sukhoi Su-25 sovietico vicino al Tu-144.
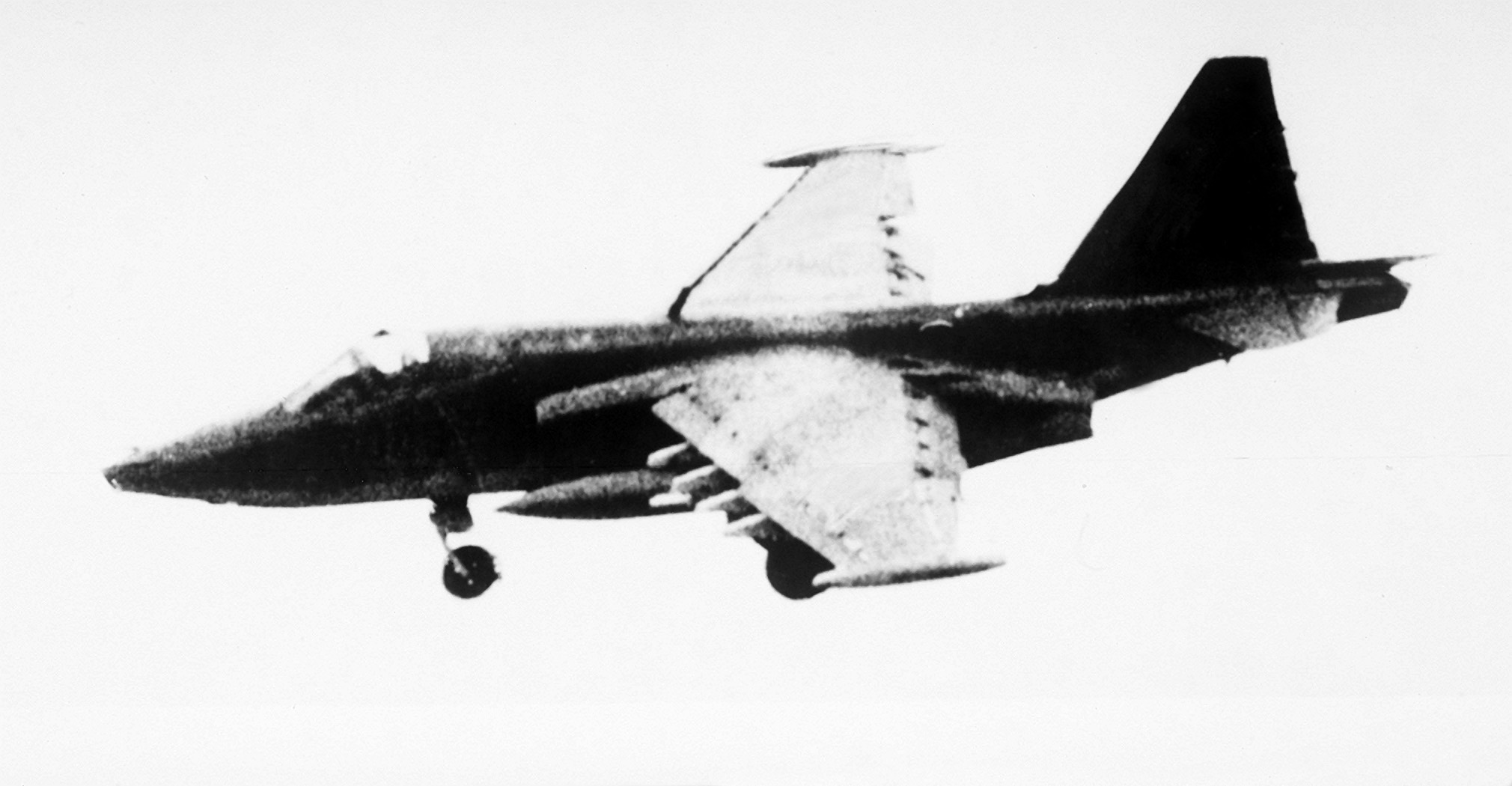
Sukhoi Su-25 fotografato nel 1986.
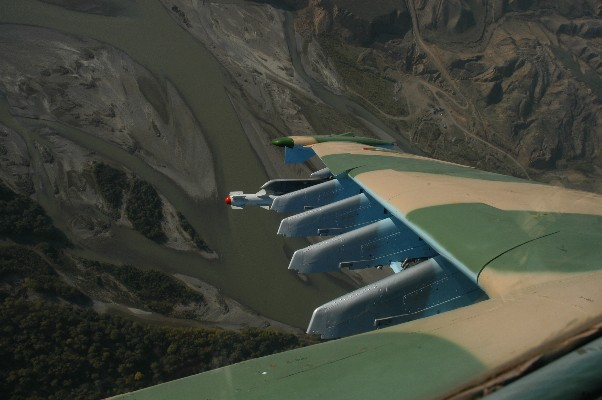
L'ala del Su-25UB georgiano.

## Velivoli comparabili
Stati Uniti
- Fairchild-Republic A-10 Thunderbolt II
- Northrop YA-9
- AMX International AMX